# Бетона
Бето̀на (на италиански: Bettona; на латински: Vettona, Ветона) е малко градче и община в Централна Италия, провинция Перуджа, регион Умбрия. Разположено е на 353 m надморска височина. Населението на общината е 4428 души (към 2010 г.).